# Клер Дю Брей
Клер Дю Брей (англ. Claire Du Brey, урождённая Клара Вайолет Дубрейвич (англ. Clara Violet Dubreyvich), 31 августа 1892 — 1 августа 1993) — американская актриса.

## Биография
Клер Дю Брей родилась в Айдахо, а в 13-тилетнем возрасте вместе с семьёй перебралась в Калифорнию. Её актёрский дебют состоялся в 1916 году в фильме «Пегги». По последующие четыре десятилетия своей карьеры Дю Брей снялась более чем в 200 фильмах, среди которых «Цивилизация» (1916), «Дьявольская танцовщица» (1927), «Дьявольская кукла» (1936), «Джейн Эйр» (1934), «Маленькая мисс Бродвей» (1938), «Джесси Джеймс» (1938), «Лучшие годы нашей жизни» (1946), «Секрет Свистуна» (1946), «Жена епископа» (1947) и «Западный эскорт» (1958).
В конце 1920-х годов она познакомила с актрисой Мари Дресслер, с которой у неё завязались тесные дружеские отношения. Дю Брей также стала личным секретарем Дресслер, занимаясь обработкой многочисленных писем от фанатов, а когда актриса умирала от рака в 1933 году, стала её сиделкой. В опубликованных в конце 1990-х годов биографиях Мари Дресслер также утверждалось, что помимо дружбы двух актрис связывали лесбийские отношения. Последние годы своей жизни Клер Дю Брей провела в Лос-Анджелесе, где и скончалась в 1993 году в возрасте 100 лет.

## Избранная фильмография
| Год  |   | Русское название      | Оригинальное название      | Роль                                    |
| ---- | - | --------------------- | -------------------------- | --------------------------------------- |
| 1931 | ф | Грех Маделон Клодет   | The Sin of Madelon Claudet | милая тюремная монахиня у ворот         |
| 1934 | ф | Да здравствует Вилья! | Viva Villa!                | гостья банкета с тиарой рядом с Сьеррой |